# 何杜娟
何杜娟（1990年—），女，广东连平人，中国大陆影视演员。毕业于北京电影学院继续教育学院。代表作有电视剧《外科风云》、《乔安你好》、《秋蝉》、《天乩之白蛇傳說》，《太阳星辰》等